# كيمياء ميكانيكية

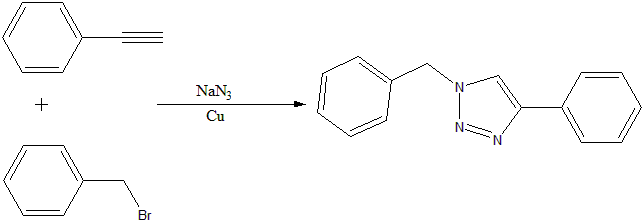

يشير مصطلح الكيمياء الميكانيكية إلى الدمج بين الظواهر الميكانيكية والكيميائية في هيكل جزيئي، ويشمل التحطم الميكانيكي والسلوك الكيميائي للمواد الصلبة المجهدة ميكانيكيًا (مثل التصدع التآكلي الإجهادي) وعلم الاحتكاك وانحلال البوليمر تحت تأثير القص والظواهر المتعلقة بالتكهف (مثل الكيمياء الصوتية والضيائية الصوتية) وكيمياء موجة الصدمة وفيزيائها وحتى أيضًا مجال الماكينات الجزيئية الواعد. وقد تعد الكيمياء الميكانيكية حلقة وصل بين الكيمياء والهندسة الميكانيكية. ومن الممكن تكوين منتجات كيميائية باستخدام العمليات الميكانيكية فقط. وتتميز آليات التحويل الكيميائي الميكانيكي غالبًا بالتعقيد، كما تختلف عن الآليات الحرارية أو الضوئية الكيميائية المعتادة. كما تعد عملية الطحن الكروي شائعة الاستخدام حيث تُستخدم قوة ميكانيكية للمعالجة وعمليات التحويل الكيميائية.
وفي بعض الأحيان، يحدث خلط بين مصطلح الكيمياء الميكانيكية والتخليق الميكانيكي والذي يشير بشكل خاص إلى هيكل الآلة الموجه للمنتجات الجزيئية المعقدة.
وبدأ استخدام ظاهرة الكيمياء الميكانيكية منذ القدم في إشعال النار على سبيل المثال. وقد كانت أقدم طرق إشعال النار عبارة عن حك قطع الخشب ببعضها، مما يؤدي إلى الاحتكاك ثم الحرارة، وبالتالي يحترق الخشب في درجة حرارة عالية. وهناك طريقة أخرى تتضمن أخرى استخدام الحجر الصوان والصلب حيث تحترق شرارة (أصغر جزء من المعدن تلقائي الاشتعال) تلقائيًا في الهواء، ثم يبدأ اشتعال النار على الفور.